# Ronde van Spanje 2009/Elfde etappe
De elfde etappe van de Ronde van Spanje 2009 werd verreden op 9 september 2009. Het was een overgangsgetappe over 200 kilometer van Murcia naar Caravaca de la Cruz.Onderweg moesten 2 cols beklommen worden. De etappe werd gewonnen door de Amerikaan Tyler Farrar die de beste was van een uitgedund peloton. Philippe Gilbert eindigde tweede. De rit werd onderweg gekleurd door de strijd om het leiderschap in het Bergklassement: David De La Fuente en David Moncoutié, respectievelijk nummer één en twee in het nevenklassement, vormden samen met Johnny Hoogerland de vlucht van de dag. Het was uiteindelijk David Moncoutié die de trui heroverde op De La Fuente.

## Uitslagen
| Uitslag etappe | Uitslag etappe    | Uitslag etappe            | Uitslag etappe    | Uitslag etappe |
| rang           | renner            | land                      | ploeg             | tijd           |
| -------------- | ----------------- | ------------------------- | ----------------- | -------------- |
| 1              | Tyler Farrar      | Vlag van Verenigde Staten | Garmin Slipstream | 5:11.10        |
| 2              | Philippe Gilbert  | Vlag van België           | Silence-Lotto     | z.t.           |
| 3              | Marco Marcato     | Vlag van Italië           | Vacansoleil       | z.t.           |
| 4              | Iñaki Isasi       | Vlag van Spanje           | Euskaltel-Euskadi | z.t.           |
| 5              | André Greipel     | Vlag van Duitsland        | Team Columbia     | z.t.           |
| 6              | Alessandro Ballan | Vlag van Italië           | Lampre            | z.t.           |
| 7              | Enrico Gasparotto | Vlag van Italië           | Lampre            | z.t.           |
| 8              | Christian Knees   | Vlag van Duitsland        | Team Milram       | z.t.           |
| 9              | Óscar Freire      | Vlag van Spanje           | Rabobank          | z.t.           |
| 10             | Matteo Tosatto    | Vlag van Italië           | Quick Step        | z.t.           |

| Algemeen klassement | Algemeen klassement | Algemeen klassement       | Algemeen klassement    | Algemeen klassement |
| rang                | renner              | land                      | ploeg                  | tijd                |
| ------------------- | ------------------- | ------------------------- | ---------------------- | ------------------- |
|                     | Alejandro Valverde  | Vlag van Spanje           | Caisse d'Epargne       | 45u 37' 51"         |
| 2                   | Cadel Evans         | Vlag van Australië        | Silence-Lotto          | + 07"               |
| 3                   | Robert Gesink       | Vlag van Nederland        | Rabobank               | + 36"               |
| 4                   | Tom Danielson       | Vlag van Verenigde Staten | Team Garmin-Slipstream | + 51"               |
| 5                   | Ivan Basso          | Vlag van Italië           | Liquigas               | + 53"               |
| 6                   | Samuel Sanchez      | Vlag van Spanje           | Euskaltel-Euskadi      | + 1' 03"            |
| 7                   | Damiano Cunego      | Vlag van Italië           | Lampre                 | + 2' 13"            |
| 8                   | Ezequiel Mosquera   | Vlag van Spanje           | Xacobeo-Galicia        | + 2' 24"            |
| 9                   | Haimar Zubeldia     | Vlag van Spanje           | Astana                 | + 3' 10"            |
| 10                  | Tadej Valjavec      | Vlag van Slovenië         | ag2r Prévoyance        | + 3' 13"            |

## Nevenklassementen
| Puntenklassement | Puntenklassement | Puntenklassement          | Puntenklassement  | Puntenklassement |
| rang             | renner           | land                      | ploeg             | punten           |
| ---------------- | ---------------- | ------------------------- | ----------------- | ---------------- |
|                  | André Greipel    | Vlag van Duitsland        | Team Columbia-HTC | 99               |
| 2                | Tyler Farrar     | Vlag van Verenigde Staten | Garmin-Slipstream | 92               |
| 3                | Tom Boonen       | Vlag van België           | Quick Step        | 75               |

| Bergklassement | Bergklassement     | Bergklassement     | Bergklassement | Bergklassement |
| rang           | renner             | land               | ploeg          | punten         |
| -------------- | ------------------ | ------------------ | -------------- | -------------- |
|                | David Moncoutié    | Vlag van Frankrijk | Cofidis        | 86             |
| 2              | David De La Fuente | Vlag van Spanje    | Fuji-Servetto  | 72             |
| 3              | Pieter Weening     | Vlag van Nederland | Rabobank       | 48             |

| Combinatieklassement | Combinatieklassement | Combinatieklassement | Combinatieklassement | Combinatieklassement |
| rang                 | renner               | land                 | ploeg                | punten               |
| -------------------- | -------------------- | -------------------- | -------------------- | -------------------- |
|                      | Cadel Evans          | Vlag van Australië   | Silence-Lotto        | 18                   |
| 2                    | Alejandro Valverde   | Vlag van Spanje      | Caisse d'Epargne     | 20                   |
| 3                    | Damiano Cunego       | Vlag van Italië      | Lampre               | 26                   |

| Ploegenklassement | Ploegenklassement | Ploegenklassement   | Ploegenklassement | Ploegenklassement |
| rang              | ploeg             | land                | tijd              |                   |
| ----------------- | ----------------- | ------------------- | ----------------- | ----------------- |
|                   | Caisse d'Epargne  | Vlag van Spanje     | 136u 55' 03"      |                   |
| 2                 | Astana            | Vlag van Kazachstan | + 4' 53"          |                   |
| 3                 | Fuji-Servetto     | Vlag van Spanje     | + 7' 13"          |                   |

## Opgaves

### Niet meer gestart
- Fränk Schleck (Team Saxo Bank)

### Opgegeven
- John Gadret (ag2r Prévoyance)
- Michael Albasini (Team Columbia)

1e etappe ·
2e etappe ·
3e etappe ·
4e etappe ·
5e etappe ·
6e etappe ·
7e etappe ·
8e etappe ·
9e etappe ·
10e etappe ·
11e etappe ·
12e etappe ·
13e etappe ·
14e etappe ·
15e etappe ·
16e etappe ·
17e etappe ·
18e etappe ·
19e etappe ·
20e etappe ·
21e etappe
Startlijst · Eindstanden · Afbeeldingen
 winnaars · rode trui · 
 puntenklassement · 
 bergklassement · 
 combinatieklassement · 
 jongerenklassement · 
 ploegenklassement · 
 strijdlust

 Belgische leiderstruidragers · etappewinnaars

 Nederlandse leiderstruidragers · etappewinnaars
1935 · 1936 · 1937 · 1938 · 1939 · 1940 · 1941 · 1942 · 1943 · 1944 · 1945 · 1946 · 1947 · 1948 · 1949 · 1950 · 1951 · 1952 · 1953 · 1954 · 1955 · 1956 · 1957 · 1958 · 1959 · 1960 · 1961 · 1962 · 1963 · 1964 · 1965 · 1966 · 1967 · 1968 · 1969 · 1970 · 1971 · 1972 · 1973 · 1974 · 1975 · 1976 · 1977 · 1978 · 1979 · 1980 · 1981 · 1982 · 1983 · 1984 · 1985 · 1986 · 1987 · 1988 · 1989 · 1990 · 1991 · 1992 · 1993 · 1994 · 1995 · 1996 · 1997 · 1998 · 1999 · 2000 · 2001 · 2002 · 2003 · 2004 · 2005 · 2006 · 2007 · 2008 · 2009 · 2010 · 2011 · 2012 · 2013 · 2014 · 2015 · 2016 · 2017 · 2018 · 2019 · 2020 · 2021 · 2022 · 2023 · 2024 · 2025